# Vanadylacetylacetonat
Vanadylacetylacetonat ist eine chemische Verbindung aus der Gruppe der Acetylacetonate.

## Gewinnung und Darstellung
Vanadylacetylacetonat kann durch Reaktion von Vanadium(V)-oxid durch vorherige Reduktion zu Oxyvanadium(IV)-Ionen gewonnen werden.
{\displaystyle {\ce {V2O5 + 2 H2SO4 + C2H5OH -> 2 VOSO4 + 3 H2O + CH3CHO}}}
{\displaystyle {\ce {VOSO4 + 2 C5H8O2 + Na2CO3 -> VO(C5H7O2)2 + Na2SO4 + H2O + CO2}}}
Alternativ kann die Verbindung erhalten werden, indem Vanadium(V)-oxid in einem signifikanten Überschuss von Acetylaceton über 24 Stunden am Rückfluss gekocht wird:
{\displaystyle {\ce {2 V2O5 + 9C5H8O2 ->[AcAc][] 4VO(C5H7O2)2 + (CH3CO)2CO + 5 H2O}}}
Die Verbindung kann durch Umkristallisation aufgereinigt werden. Hierfür eignen sich Aceton, Acetylaceton oder auch Dichlormethan.

## Eigenschaften

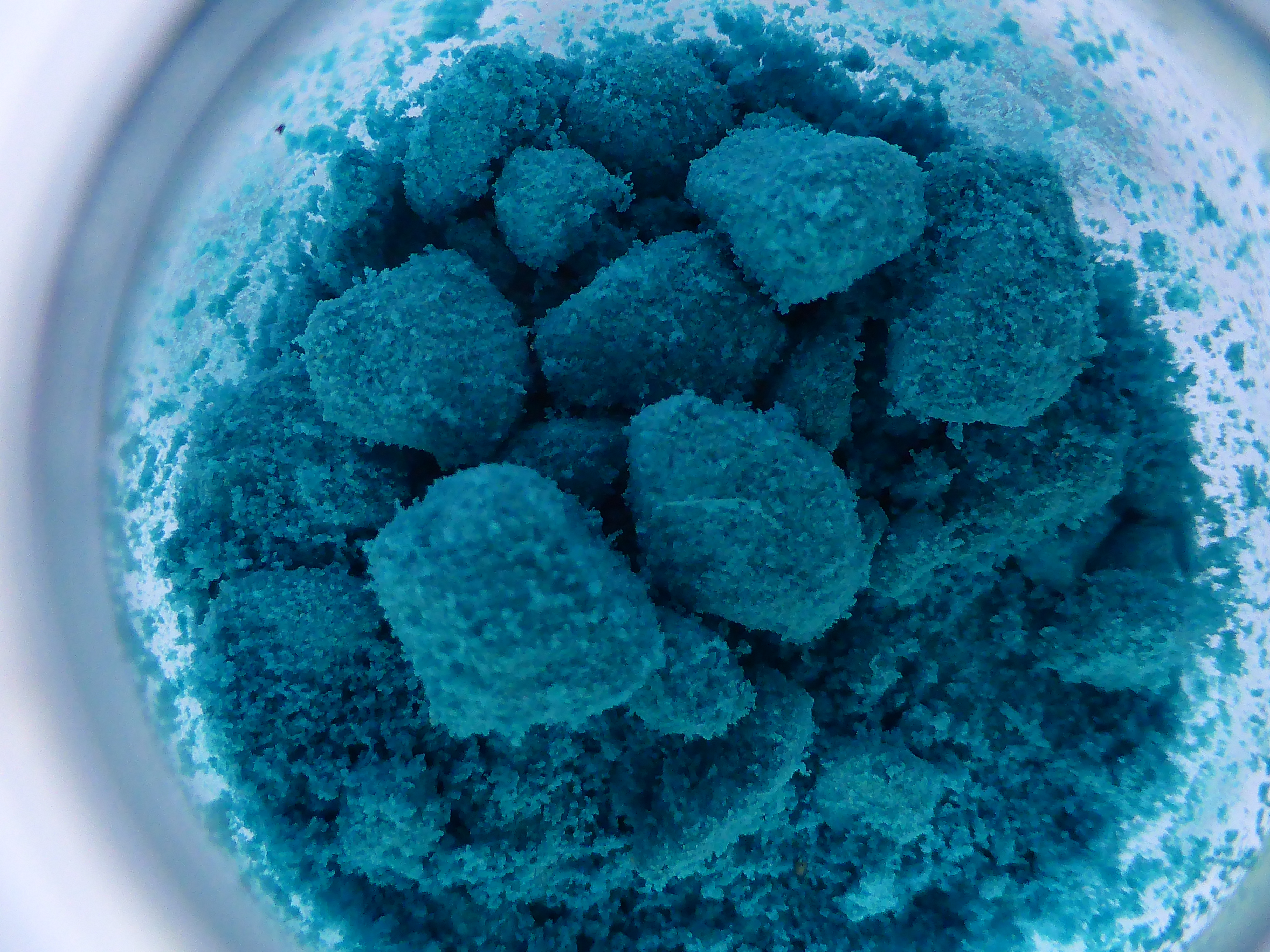
Vanadylacetylacetonat

Vanadylacetylacetonat ist ein blauer Feststoff, der praktisch unlöslich in Wasser ist.

## Verwendung
Vanadylacetylacetonat wird als Katalysator, als Synthesezwischenprodukt, als Lacktrockner und als Pigment eingesetzt. Es wird in der organischen Chemie als Reagenz bei der Epoxidation von Allylalkoholen in Kombination mit tert-Butylhydroperoxid (TBHP) verwendet.